# Mind Travel
《Mind Travel》為日本歌手Superfly於2011年6月15日發行的3rd原創專輯。

## 解說
- 與上張專輯《Box Emotions》相隔約1年9個月。
- 上張專輯以來所發行的作品中，收錄了〈靈魂 Revolution〉的另一版本，另外9th單曲〈Dancing On The Fire〉、10th單曲《Wildflower & Cover Songs:Complete Best 'TRACK 3'》收錄的〈Roll Over The Rainbow〉、配信曲〈You & Me〉均未收錄。
- 初回限定盤限定的內容為環保紙盒包裝、DVD收錄10首音樂錄影帶、專輯收錄曲的形象貼紙。通常盤則附贈「旅行書籤」。
- 本次為了紀念專輯的發行，於橫濱的「横浜赤レンガ倉庫」舉辦免費的演唱會，並同時透過Ustream、GyaO!、LISMO WAVE現場轉播。
- 本作或得公信榜初登場第一名，為出道以來3張連續冠軍的專輯。另外，單曲《Wildflower & Cover Songs:Complete Best 'TRACK 3'》專輯榜也獲得第一名，4張連續冠軍的記錄為女性藝人宇多田光以来7年3個月再次有人達到[1]。

## 發行版本
- CD+DVD
- CD ONLY

## 曲目

### CD
1. Rollin' Days
作詞：越智志帆　作曲：多保孝一　編曲：蔦谷好位置
  - 先行配信的配信單曲。
  - 富士電視台連續劇《BOSS 第2季》主題歌。
2. Beep!!
作詞：越智志帆+jam　作曲：多保孝一　編曲：蔦谷好位置
  - 12th單曲。
  - 電影「漫才ギャング」主題歌。
3. Fly To The Moon
作詞：越智志帆　作曲：多保孝一　編曲：蔦谷好位置
4. 靈魂 Revolution（タマシイレボリューション）(Extended ver.)
作詞・作曲：越智志帆　編曲：蔦谷好位置
  - 10th單曲。
  - 「NHK足球」2010年度主題曲。
  - 專輯版本加長了前奏部份、以「Extended」來區別單曲版本，比單曲版本約長20秒，演唱會中也多使用此版本。
5. Eyes On Me
作詞：越智志帆　作曲：多保孝一　編曲：蔦谷好位置
  - 11th單曲。
  - PSP專用軟體「The 3rd Birthday」主題曲。
6. Deep-sea Fish Orchestra
作詞：越智志帆　作曲：多保孝一　編曲：蔦谷好位置
7. Secret Garden
作詞：越智志帆　作曲：多保孝一　編曲：蔦谷好位置
8. Sunshine Sunshine
作詞：越智志帆　作曲：多保孝一　編曲：蔦谷好位置
  - 12th單曲。
  - 「MEET THE MUSIC 2011」宣傳曲。
9. Morris
作詞：越智志帆+多保孝一　作曲：多保孝一　編曲：蔦谷好位置
  - 這首歌在出道以前就已經有了，是越智在上京給父親用及他彈奏關於家族的歌曲[2]。
  - 多保が作詞に参加した楽曲は、シングル『My Best Of My Life』収録の「Welcome To The Rockin' Show」以来である。
10. Wildflower
作詞：越智志帆　作曲：多保孝一　編曲：蔦谷好位置
  - 10th單曲。
  - 富士電視台連續劇「GOLD」主題歌。
11. Free Planet
作詞：越智志帆　作曲：多保孝一　編曲：蔦谷好位置
  - 10th單曲。
  - 索尼愛立信「Cyber-shotケータイ S003」、「BRAVIA Phone S004」廣告曲。
12. 惡夢與Rock'n'roll（悪夢とロックンロール）
作詞：越智志帆　作曲：多保孝一　編曲：蔦谷好位置
13. Only You
作詞・作曲：越智志帆　編曲：蔦谷好位置
14. Ah
作詞：越智志帆　作曲：多保孝一　編曲：蔦谷好位置
  - 本曲沒有歌詞，原本作了有歌詞的版本，後來專輯收錄無歌詞版た[3]。なお、歌詞のあるバージョンはタイトルを「あぁ」として、13thシングルとして発売された。

### DVD（初回限定版特典）
1. Dancing On The Fire
2. Roll Over The Rainbow
3. Rollin' Days
4. Beep!!
5. （靈魂 Revolution）
6. Eyes On Me
7. Morris
8. Wildflower
9. Free Planet
10. Ah